# Vägeva (stacja kolejowa)
Vägeva – stacja kolejowa w miejscowości Vägeva, w prowincji Jõgeva, w Estonii. Położona jest na linii Tapa - Tartu. 